# Krywyn
Krywyn (ukr. Кривин) – stacja kolejowa w miejscowości Staryj Krywyn, w rejonie szepetowskim‎, w obwodzie chmielnickim, na Ukrainie.
Od Krzewina odchodzi linia do stacji Silce, która obsługuje Chmielnicką Elektrownię Jądrową. 

## Historia
Stacja powstała w czasach carskich na drodze żelaznej brzesko-kijowskiej pomiędzy stacjami Ożenin i Sławuta. W okresie międzywojennym była to radziecka stacja graniczna na granicy z Polską. Nie prowadzono tu jednak kontroli celno-paszportowych, które odbywały się na stacji Szepetówka. Stacją graniczną po stronie polskiej były Mohylany.